# Liuteria

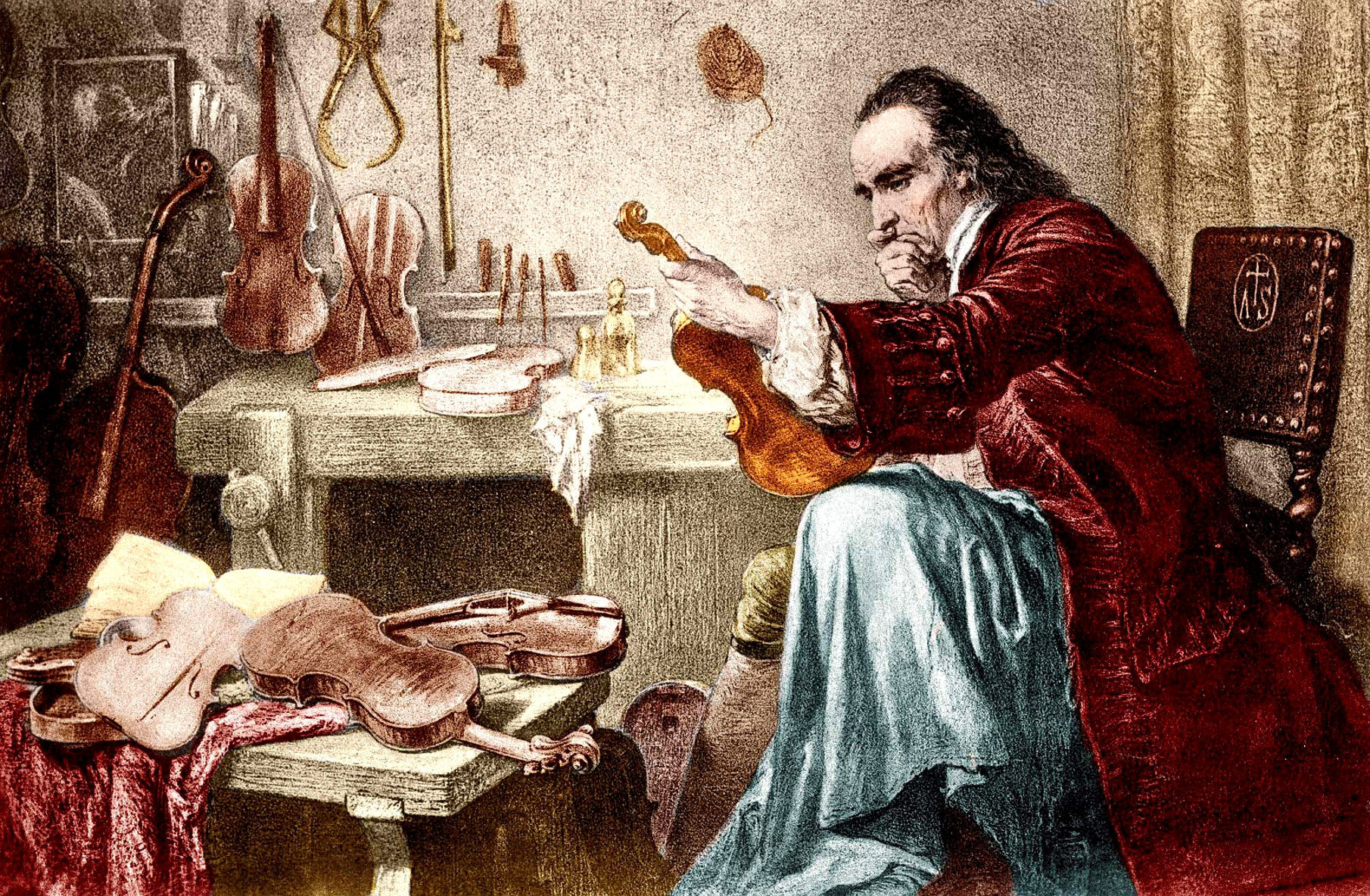
Antonio Stradivari idealizzato in una stampa del XIX secolo

La liuteria è l'arte della progettazione, della costruzione e del restauro e di ricostruzione di strumenti a corda ad arco (quali violini, violoncelli, viole, contrabbassi, ecc.) e a pizzico (chitarre, bassi, mandolini, ecc.). Il nome deriva dal liuto, strumento a pizzico molto usato fino all'epoca barocca. È un'arte e tecnica artigianale rimasta quasi immutata dall'epoca classica della liuteria (XVI, XVIII secolo).

## Storia
Durante il Rinascimento, in Italia vi fu un gran fermento nell'attività liutaria. Nella prima metà del Cinquecento, famosa per le sue numerose botteghe fu la città di Brescia, con varie botteghe, alcune delle quali risalenti alla fine del Quattrocento come quella del liutaio anonimo, "maestro delle viole" che rifornì di tre viole Isabella D'Este Gonzaga nel 1495, oppure quelle dei Della Corna e dei Micheli attivissime fin dai primi decenni del Cinquecento, seguita nella seconda metà da Cremona, con Andrea Amati e i suoi figli, che ospitò tra fine Seicento e Settecento, tra le altre, le botteghe di Antonio Stradivari e Giuseppe Guarneri del Gesù, probabilmente i più grandi liutai della storia assieme ai bresciani Gasparo da Salò e Giovanni Paolo Maggini, attivi questi ultimi da 80 a 50 anni prima. Da Brescia e Cremona, ma anche da centri come Füssen e Lione la liuteria definita moderna, per la sua tecnica costruttiva nuova, si irradiò in tutta Europa dando luogo alle varie scuole nazionali.

## Produzione
Esistono industrie produttrici di strumenti che affidano la costruzione dei loro prodotti alla catena di montaggio, risparmiando sui costi della produzione seriale e producendo così strumenti a basso prezzo. Ciononostante la liuteria rimane una delle poche arti a preservare la tradizionale lavorazione manuale per la produzione di strumenti ad alto livello.
Gli strumenti di liuteria hanno prezzi di norma notevolmente superiori rispetto a quelli di produzione industriale ma la qualità sonora e la finitura dello strumento artigianale sono proporzionalmente di livello nettamente superiore. La produzione artigianale permette inoltre varie personalizzazioni, impossibili nella produzione seriale. Gli strumenti di produzione industriale vengono generalmente usati solo nei primi anni di studio, non essendo possibile con essi riuscire ad eseguire adeguatamente brani impegnativi tecnicamente e musicalmente.
In alcune città d'Europa, come Cremona in Italia, Granada in Spagna o Mirecourt in Francia la liuteria è un settore importante e tradizionale dell'economia locale. Nel 2012 la cultura della liuteria tradizionale cremonese è stata iscritta nella lista rappresentativa del patrimonio culturale immateriale dell'UNESCO.

## Liutai
Liutai del periodo classico nella storia della liuteria (XVI - XVIII secolo):
- Mattia Albani (Caldaro e Bolzano)
- Leonardo Giovanni da Martinengo (Martinengo, Bergamo)
- Andrea Amati (Cremona)
- Nicola Amati (Cremona)
- Antonio Amati (Cremona)
- Girolamo Amati (Cremona)
- Girolamo II Amati (Cremona)
- Carl Ludwig Bachmann (Berlino)
- Tommaso Balestrieri (Mantova)
- Carlo Bergonzi (Cremona)
- Gasparo Bertolotti (detto Gasparo da Salò) (Brescia)
- Giovanni Dollenz (Trieste)
- Nicolò Gagliano (Napoli)
- Matteo Goffriller (Venezia)
- Giovanni Battista Guadagnini (Piacenza, Milano, Parma, Torino)
- Andrea Guarneri (Cremona)
- Giuseppe Guarneri del Gesù (Cremona)
- Giovanni Paolo Maggini (Brescia)
- Domenico Montagnana (Venezia)
- Pellegrino Micheli (Brescia)
- Zanetto Micheli (Brescia)
- Giovanni Rota (Cremona)
- Francesco Ruggeri, detto il "Per" (Cremona)
- Santo Serafino (Udine, Venezia)
- Jacobus Stainer (Absam)
- Lorenzo Storioni (Cremona)
- Antonio Stradivari (Cremona)
- David Tecchler (Venezia, Roma)
- Carlo Giuseppe Testore (Milano)

Liutai nella liuteria moderna (XIX - XX secolo):
- Gino Antonelli (Mantova)
- Gaetano Antoniazzi (Milano)
- Riccardo Antoniazzi (Milano)
- Piero Badalassi (Pisa)
- Renzo Bechini (Milano)
- Alfonso Toscano costruttore di chitarre battenti (Cilento)
- Paulino Bernabé (padre) costruttore di chitarre (Madrid)
- Otello Bignami (Bologna)
- Leandro Bisiach (Milano, Venegono Superiore)
- Antonio de Torres costruttore di chitarre (Siviglia)
- Nicola De Bonis (Bisignano)
- Marino Capicchioni (Rimini)
- Giuseppe Di Mauro costruttore di chitarre a Parigi
- Antonio Luigi Embergher (Arpino)
- Annibale Fagnola (Torino)
- Giuseppe Fiorini (Bologna, Zurigo)
- Raffaele Fiorini (Bologna)
- Fabio Fredi (Todi, Roma)
- Rodolfo Fredi (Todi, Roma)
- Luigi Galimberti (Seveso, Milano)
- Ferdinando Garimberti
- Giorgio Gatti
- Alfredo Gianotti (Milano)
- Hermann Hauser
- Eleuterio Leonardi (Spoleto)
- Custode Marcucci (Sant'Agata sul Santerno)
- Arnaldo Morano (Rosignano Monferrato)
- Luigi Mozzani
- Enrico Marchetti
- Plinio Michetti (Savona, Torino)
- Carlo Giuseppe Oddone
- Giuseppe Ornati
- Luigi Paganini (Forlì)
- Giuseppe Secondo Paganini (Forlì)
- Pietro Pallotta (Perugia)
- Luis Panormo (Londra)
- Rodolfo Paralupi (Roma)
- Giuseppe Pedrazzini
- Antonio Pelizon (Gorizia)
- Sergio Pesson (Udine, Caracas, Filadelfia)
- Armando Piccagliani (Modena)
- Enrico Piretti (Bologna)
- Ansaldo Poggi
- Gaetano Pollastri (Bologna)
- Andrea Postacchini (Fermo, 1781–1862)
- Giuseppe Primavera
- Adolfo Primavera
- Rodolfo Quargnal Gradisca d'Isonzo (Gorizia)
- Orlando Raponi (Roma)
- Sesto Rocchi (San Polo d'Enza)
- Simone Fernando Sacconi (Roma, New York)
- Igino Sderci (Firenze)
- Stefano Scarampella
- Gaetano Sgarabotto
- Pietro Sgarabotto
- Ettore Soffritti
- Giasone Tomassucci (Spoleto, Roma)
- Girolamo Trucco (Savona)
- Jean-Baptiste Vuillaume (Mirecourt, Parigi)
- Guido Leoni (liutaio) (San Benedetto del Tronto)
- Fratelli Patricola (Castelnuovo Scrivia)
- Aurelio Aureli Liutaio a Roma

Liutai contemporanei:
- Sergio Antonelli (Mantova)
- Francesco Bissolotti (Cremona)
- Alberto Giordano (Genova)
- Claude Lebet (Roma)
- Gio Batta Morassi (Cremona)
- Alfredo Primavera (Filadelfia, Cremona)
- Desiderio Quercetani (Parma)
- Claudio Rampini (Pisa, Castel Madama)
- Roberto Regazzi (Bologna)
- Renato Scrollavezza
- Lorenzo Frignani (Modena)
- Bruno Traverso (Pegli)
- Wandrè (Cavriago)
- Michele Sangineto (Monza)
- Wanna Zambelli (Cremona)
- Vittorio D'Oriano (Napoli)